# Parafia Niepokalanego Poczęcia Najświętszej Maryi Panny w Górkach Noteckich
Parafia Niepokalanego Poczęcia Najświętszej Maryi Panny w Górkach Noteckich – parafia rzymskokatolicka, terytorialnie i administracyjnie należąca do diecezji zielonogórsko-gorzowskiej, do dekanatu Strzelce Krajeńskie. W parafii posługują księża diecezjalni, erygowana 7 października 1966.  